# Carlos Andújar
Carlos Enrique Andújar Pérsinal (Santo Domingo,17 de julio de 1956) es un sociólogo, investigador, catedrático, escritor, gestor cultural, conferencista y productor dominicano.
Se ha especializado en los estudios sociohistóricos y antropológicos de la sociedad dominicana y el Caribe. Ha realizado investigaciones sobre identidad cultural, religiosidad popular y africanía en el contexto dominicano, redactando libros que han sido destacados y premiados en su país.
Carlos Andújar es miembro de la Academia de Ciencias de la República Dominicana y de la Academia Dominicana de la Historia, Director General de Museos del Ministerio de Cultura, especialista en Antropología para el Centro Cultural Eduardo León Jimenes en Santiago y forma parte de la Comisión Dominicana de la Memoria del Mundo para la UNESCO.

## Biografía

### Educación
Carlos Andújar nace en la ciudad de Santo Domingo en el 1956, realizó diversos estudios del idioma francés entre los años 1977-1978, lo cual le permite graduarse de sociología en la Universidad de París X Nanterre, a la edad de 24 años y, para el 2002 realiza una especialidad en estudios afro hispanoamericanos con la Universidad Católica Santo Domingo y la Universidad de Alcalá de Henares de España. En el 1998 realiza otra especialidad en Historia de América con la Universidad de Sevilla dentro del programa del Centro de Estudios Avanzados de Puerto Rico y el Caribe, del cual dejó pendiente la tesis de grado, aunque en el 2014 ingresó al programa doctoral de Universidad JAUME I donde elaboró la tesis titulada Hato ganadero y modos de vida en el Santo Domingo colonial del siglo XVIII, igualmente quedó pendiente su presentación y se encuentra actualmente en la fase de corrección final.
Estudios sobre inventario de bienes culturales, investigación folklórica, mitología taína, religión y cultos populares, Etnopsiquiatría, entre muchos otros, fortalecieron la vocación de Andújar como investigador social en la década de los 80's. En algunos casos presentando trabajos escritos, como el titulado La música como ciencia y como arte.
Para la década de los 90, Andújar siente interés por la antropología y la redacción, edición y publicación de libros de texto y luego de formarse en la elaboración de libros de texto con el PNUD en el 1994, publica, al año siguiente, su primer libro titulado Presencia Africana en el Caribe, bajo la coordinación de la Dra. Luz María Martínez Montiel y el Consejo Nacional por la Cultura y las Artes. Para la década del 2000 recibió formación en museografía, informatización de museos y Patrimonio Marino junto a la Secretaría de Estado de Cultura, la Embajada de Francia, la Unión Europea y el CARIFORO.

### Trayectoria profesional
Es considerado, por muchos de los sociólogos, antropólogos y estudiosos de la cultura en República Dominicana, como un referente en cuanto a asuntos de la cultura dominicana se refiere. Como lo menciona el historiador dominicano, José Guerrero en el libro Apuntes Antropológicos:
Si es verdad que la cultura salva a los pueblos, la antropología es imprescindible en esa tarea. De acuerdo o no, Carlos Andújar es un referente obligatorio para el estudio de la diversidad cultural dominicana.
En la década de los 80 estuvo por 8 años en el departamento de Historia y Antropología del Centro Dominicano de Investigaciones Antropológicas (CENDIA), como auxiliar de investigación en antropología sociocultural, mientras era sociólogo en el departamento de planificación en la Corporación Dominicana de Electricidad, e irónicamente, al mismo tiempo, realizaba un proyecto de investigación que se llamó El costo social, político y económico de los apagones para la empresa asesora Eco-Caribe.
Es presentado como candidato a miembro para la Academia de Ciencias de la República Dominica en el 1998, e ingresó definitivamente tres años después. Paralelamente, durante el período 2000-2004 fue designado como Director General en el Museo del Hombre Dominicano y bajo su administración le fueron otorgadas al museo varias distinciones, como el Premio Ford Motor Company. Igualmente, en el 2001, estuvo en la coordinación del proyecto de investigación sobre la Cofradía de los Congos del Espíritu Santo, comunidad que más tarde fue reconocida como Patrimonio cultural inmaterial de la Humanidad por la UNESCO.

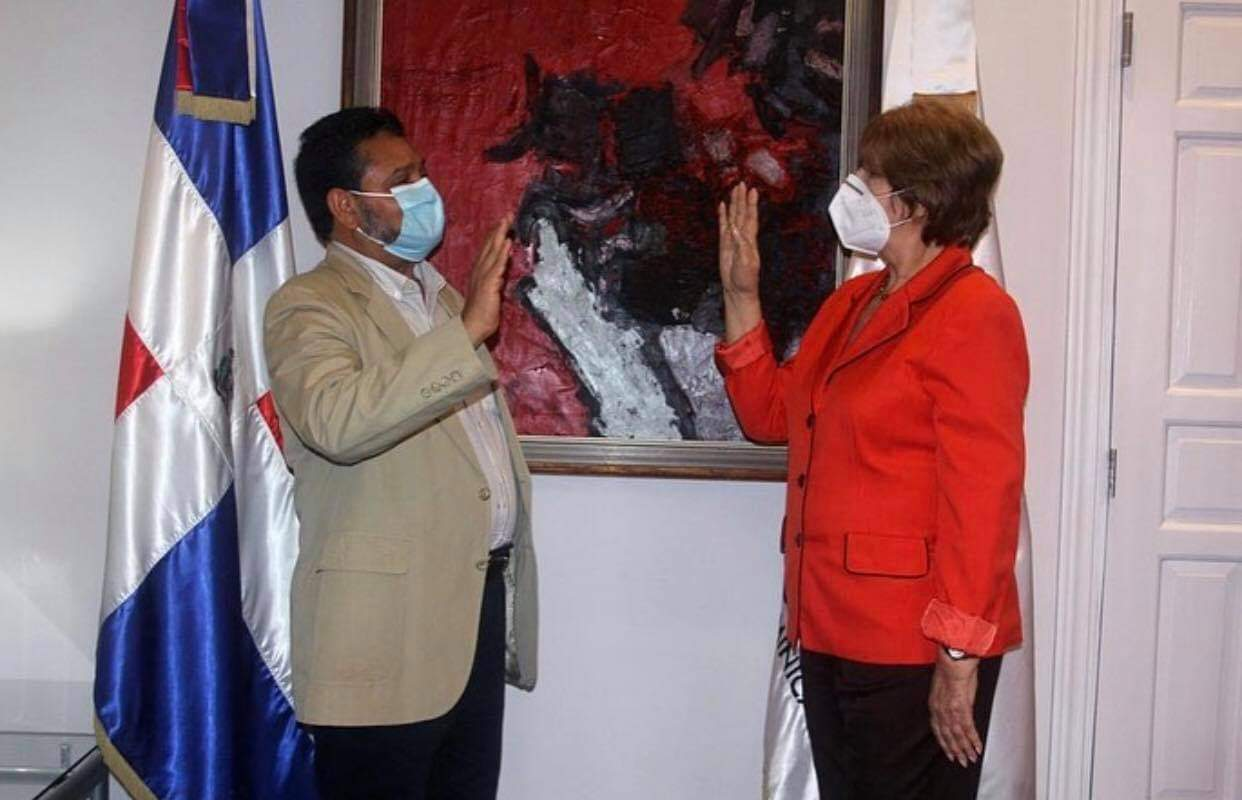
Carlos Andújar (izq.) junto a Carmen Heredia (der.) en su juramentación como Director General de Museos para el Ministerio de Cultura.

Además de las ciencias sociales, antropológicas y la museografía, se dedicó, por igual, al estudio de la arqueología, ingresando como directivo de la International Association of Caribbean Arqueologist (Asociación Internacional de Arqueología del Caribe, I.A.C.A) y desde el 2005 ha estado colaborando con el Centro Cultural Eduardo León Jimenes, en Santiago de los Caballeros, en un principio como especialista en arqueología y antropología, cuatro años más tarde pasa a ser curador de antropología y arqueología y desde el 2014 es Coordinador de Cultura en este mismo centro, donde realizó la curaduría de la muestra fija “Tesoros del Arte Taíno”, donde se exponen piezas taínas que han resultado de excavaciones arqueológicas o recreaciones de las mismas. 
Se ha encargado de varios programas de radio y televisión, entre ellos el destacado programa radial llamado, Una peña con la historia, donde se desarrollaban temas históricos y se invitaban a expertos investigadores, docentes y especialistas, quienes junto a los historiadores del programa abordaban los temas de manera pormenorizada. En otros programas como: Página Abierta con la Memoria y Página Abierta con la Palabra, se colocó como conductor de ambos programas de televisión transmitidos por el Canal del Sol, al igual que con el programa radial Diálogo Musical que condujo junto al locutor Daniel Raposo y fue transmitido por la emisora Quisqueya FM.
En la actualidad, también es investigador asociado de la Facultad Latinoamericana de Ciencias Sociales (FLACSO) y ha desarrollado una trayectoria en las áreas de museografía y museología, despeñándose como Encargado de Museografía en el Archivo General de la Nación, y siendo, desde 2020, Director General de Museos para el Ministerio de Cultura de la República Dominicana.

### Docente
Ha sido docente en todos los niveles de enseñanza, comenzando a finales de la década de 1970 e inicios de 1980, aunque se destaca más como maestro de estudios superiores, imparte cátedras, que han sido el resultado de décadas de sus investigaciones en la República Dominicana, sobre Antropología, Sociología, Historia, Cultura, Africanía en el Caribe, Religiosidad, Folklore, Etnomusicología, Economía e Identidad y Cultural Caribeña.

### Escritor
Comienza su carrera como escritor en el 1994 con el libro Presencia Africana en el Caribe y desde entonces se ha dedicado a publicar libros propios y en colaboración con otros colegas, estos libros abordan temas relacionados con la sociología, antropología y cultura, aunque también se ha diversificado, hasta llegar a publicar obras poéticas, además de ser el responsable de las redacciones y ediciones de varios boletines del Museo del Hombre Dominicano y de diversos libros de Ciencias Sociales para el Ministerio de Educación de la República Dominicana, colaborando en varias ocasiones con la edición y autoría de los libros de texto de Ciencias Sociales que se utilizan en las escuelas, en los niveles básico y medio..
En 2011 gana el Premio Nacional de Ensayo Científico por su libro Encuentros y Desencuentros de la Cultura Dominicana y años más tarde se le hace un reconocimiento a su obra literaria en la XX Feria Internacional del Libro de Santo Domingo, donde colocaron su nombre a una de las calles del evento, y le dedicaron un día a su obra.
Ha sido articulista y colaborador de varios medios de comunicación, como los periódicos El Siglo, El Caribe y Hoy, y actualmente escribe semanalmente la columna Sendero Cultural para el Diario Digital Acento.com. Así mismo, ha redactado para otros medios dentro y fuera de la República Dominicana y ha divulgado sus investigaciones en países como: Puerto Rico, Cuba, Colombia, Haití, Estados Unidos, Guadalupe, Martinica, Costa Rica y México.
Se ha dispuesto a realizar colaboraciones literarias con diversos cientistas sociales, antropólogos y gestores culturales como han sido: Carlos Esteban Deive, Edis Sánchez, José Guerrero, José Castillo, Dagoberto Tejeda, Soraya Aracena, José Rodríguez, Iván Domínguez, Maritza Álvarez, Francisco Chapman, Elpidio Ortega, entre otros notables de la escena cultural dominicana.

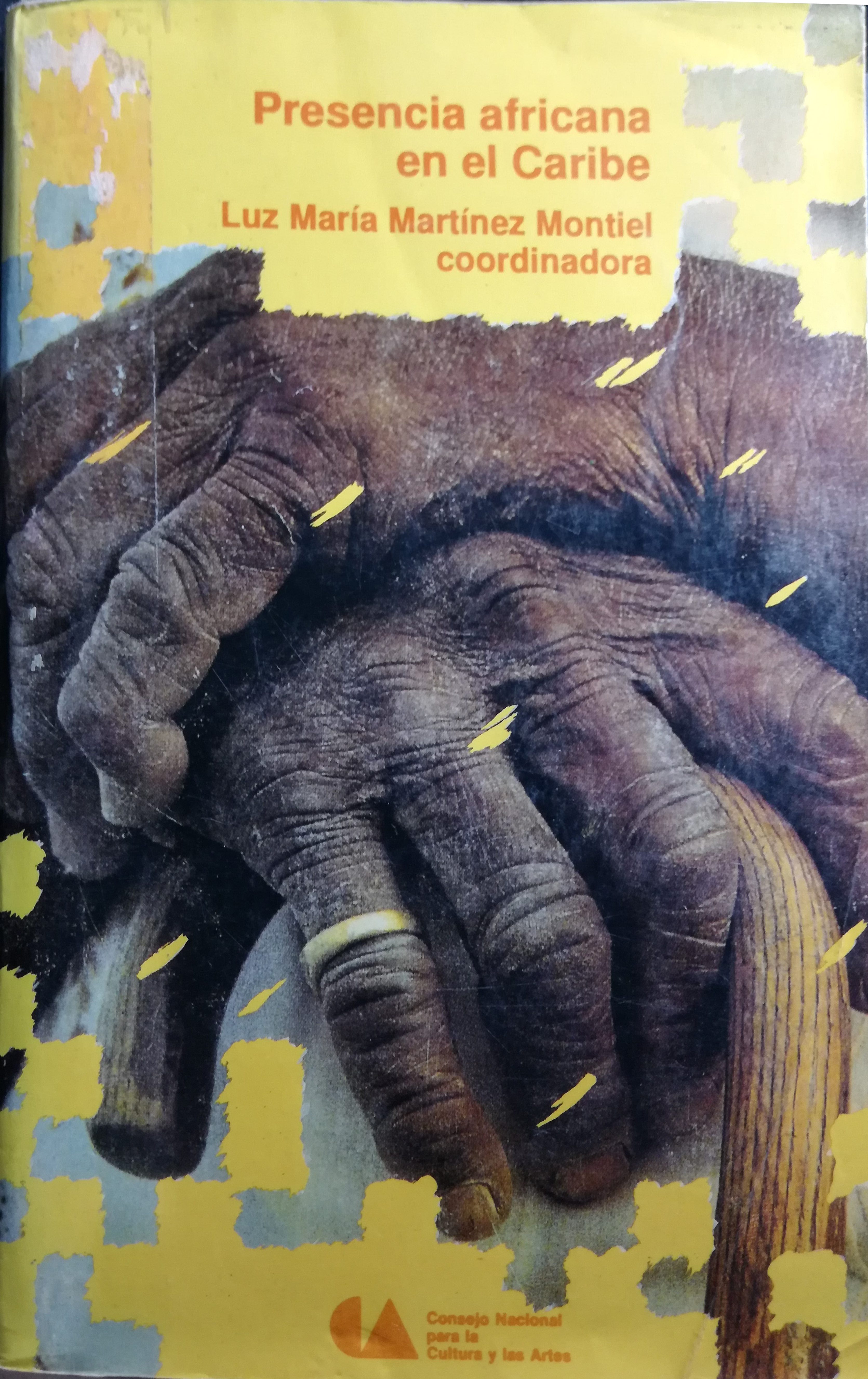

## Publicaciones

### Libros
- Presencia Africana en el Caribe, 1995.
- La Presencia Negra en Santo Domingo. Un enfoque etnohistórico, 1997.
- Identidad cultural y religiosidad popular, 1999.
- De cultura y sociedad, 2001.
- Temas de Sociología contemporánea, 2005.
- Identidad cultural y religiosidad popular, 2001.
- Por el sendero de la palabra. Notas sobre la dominicanidad, 2006.
- Encuentros y desencuentros de la cultura dominicana, 2010.
- Meditaciones de cultura. Laberintos de la dominicanidad, 2012.
- The Black Presence in Santo Domingo. Press University Michigan, 2012.
- Diálogos cruzados con la dominicanidad, 2013.
- Apuntes antropológicos, 2014.
- Oníricas de amor y desamor, 2014.
- Temas del Caribe y otros escritos, 2014.
- Antología de la Narrativa, 2013.
- Antología Poetas del Siglo, 2013.
- Ciencias Sociales para la Educación Básica, Intermedia y Media, 1994-1998.
- Boletines del Museo del Hombre Dominicano, 2000-2004.
- Catálogo Tesoros del Arte Taíno. Centro León, 2018.

### Prólogos y presentaciones
- El Calendario folklórico dominicano de Dagoberto Tejeda, José Castillo, José Rodríguez e Iván Domínguez en el 2000.
- Las fiestas del carnaval de en Sánchez Ramírez de Ricardo Hernández y Felipe Orozco. 2000.
- Los inmigrantes norteamericanos de Samaná de Soraya Aracena, 2000.
- Los objetos de conchas de la Prehistoria de Santo. Domingo de Elpidio Ortega, 2001.
- Aportes de la cultura haitiana en la frontera dominicana, de Bernardo Matías. 2002.
- Rebeldes y marginados. Ensayos Históricos de Carlos Esteban Deive, 2002.
- Carnaval, cuaresma y fechas patrias del arqueólogo José Guerrero, 2003.
- La esclavitud del negro en Santo Domingo de Carlos Esteban Deive, 2003.
- Migración cultural del Caribe del Dr. Francisco Chapman, 2003.
- Un Año de Cultura Tradicional Dominicana de Edis Sánchez. UNAPEC, 2015.

### Otras publicaciones
- La presencia africana en Santo Domingo (monografía), 1991.
- Libro de texto 4to grado de Sociales de la Secretaría de Estado de Educación. 1993.
- El proceso de conformación de la identidad cultural dominicana, 1995.
- La Cultura en la época de la globalización, en Cultura, lengua y literatura en tiempos de globalización, 1998.
- El pensamiento sociológico y geográfico a fines del siglo XIX, 2002.
- El Vudú, el ga gá y el culto a los muertos en el libro La Religiosidad Popular Dominicana, 2010.[2]
- El imaginario popular sagrado.
- Racismo y clasismo en la República dominicana.
- La ritualidad en el arte taíno. Medellín, Colombia, 2017
- El merengue y la bachata. Puente de comunicación musical, 2005.
- El Son en Santiago de los Caballeros, 2007.
- La enseñanza de las Ciencias Sociales y los desafíos de la globalización, 2007.
- La pertinencia de la herencia indígena en el Caribe. Seminario Cultura Aborigen de Quisqueya, 2007.

## Investigaciones
Carlos Andújar ha realizados importantes investigaciones relacionadas con la cultura dominicana y su ascendencia africana, además de ser experto en los temas de la etnia taína asentada en las Antillas. Algunas de las investigaciones que Carlos Andújar ha realizado o asesorado, han sido:
- Agentes no convencionales de Salud. Naciones Unidas.
- Arqueología de rescate en Macao, Higüey. Museo del Hombre Dominicano.
- Creencias y oralidad en San Juan de la Maguana.
- El carnaval en Santiago de los Caballeros. Centro Cultural Eduardo León Jimenes.
- El culto a los muertos en la Sabana larga del Espíritu Santo. Museo del Hombre Dominicano.
- El impacto social de los apagones.
- El Liborismo hoy.
- El son en Santiago de los Caballeros. Centro Cultural Eduardo León Jimenes.
- La cocina en San Juan de la Maguana.
- La religiosidad popular dominicana. Batey el Soco, San Pedro de Macorís.
- Las cofradías religiosas de San Juan de la Maguana.
- Mejoramiento de las condiciones en seis bateyes del país. Naciones Unidas.
- Víctimas de la Matanza de Palma Sola. Archivo General de la Nación.
- El Barón del Cementerio, documental de la Videoteca Nacional Dominicana, 1992.
- Uso de agentes no convencionales de salud, proyecto para el PNUD/CEA, 1996.
- Mejoramiento de la calidad de vida de seis bateyes de la región de Barahona, proyecto bajo el auspicio de CONAP, Lomé IV, INVI y el CEA, 1998
- Los últimos 30 años de la antropología dominicana, proyecto auspiciado por la Academia de Ciencias de la República Dominicana, 1998.
- Construcciones de Democracia en la República Dominicana, University of Connecticut, Department of Anthropology, 1999.
- Diagnóstico de necesidades formativas y de capacitación del sector cultural y Plan de Formación, proyecto desarrollado por Cooperación Española. Ministerio de Cultura bajo la representación de la FLACSO, 2010.
- La obra de Fradique Lizardo. Centro Cultural Eduardo León Jimenes. 2018.
- La dimensión humanística del Dr. Rafael Cantisano. Centro Cultural Eduardo león Jimenes. 2018.

## Producciones
- Historia general de África, 1982.
- Los instrumentos de música africano, CENDIA, 1982.
- El barón el Cementerio, 1992.
- Cofradía de los Congos del Espíritu Santo de Villa Mella, 2000.
- Página Abierta con la Palabra, 2013-2014.

## Premios y reconocimientos
- Reconocimiento por los aportes al estudio de la cultura dominicana, UNPHU, 1996.
- Premio Nacional de Ensayo Científico por el libro Encuentros y desencuentros de la cultura dominicana, 2010.
- Medalla de lucha contra la Esclavitud, UNESCO, 2009.
- Miembro de Honor, The South Eastern Council On Latin American Studies, 2004.
- Reconocimiento por su trayectoria y aportes al Carnaval Dominicano, 2010.